# Dauradella
|  | "Herba daurada" redirigeix aquí. No s'ha de confondre amb Syngonanthus nitens. |

La dauradella o herba daurada (Asplenium ceterach) és una espècie de falguera del gènere Asplenium dins la família de les aspleniàcies (Aspleniaceae), freqüent als Països Catalans.
Addicionalment pot rebre els noms de cèterac, corbelleta, dauradeta, falguera, falguerina, falzia de mur, herba dauradella, herba dauradeta, herba de la febre, herba de la plata, herba de la sang, herba de les set sagnies, herba de paret, herba de sang, herba la plata, herba melsera, herba pigotera, herba pigotosa, herba platereta, herba rovellada, herba sanguinària, herbeta daurada, herbeta de la sang, melsera, morella, paredades, peixets, pigotosa, platereta, sardineta i serpeta. També s'han recollit les variants lingüístiques auladella, auradella, aurellina, ceterac, dorada, doradella, doradilla, doraella, endauradella, falsija de mur, herba auradella, herba dorà, herba dorada, herba doradilla, herba doraeta, herbeta dorà, herbeta dorada, herbeta doraeta, melfera, neuradella, nurella, oradilla, oredella, oredilla, orellina, patetes de Nostre Senyor, uradella, uradilla i uredella.

## Característiques
És perenne de rizoma curt i de frondes d'entre 5 i 20 cm de longitud. Les frondes són verd fosc per l'anvers i daurades i esquamoses pel revers, presenta divisions profundes a cada banda del limbe formant segments ovals i alterns.

## Hàbitat i distribució
Habita escletxes, cavitats, penyals i murs, normalment de litologia calcària. És present a Europa i Àsia occidental.

## Usos
Té propietats astringents i diürètiques, i tradicionalment s'ha utilitzat per curar malalties pulmonars.